# 福州大学至诚学院
福州大学至诚学院是福州大学的一个独立学院，本部位于福建省福州市鼓楼区。
2003年7月，福州大学至诚学院成立，由福州大学和福州大学资产经营公司共同举办。